# NGC 6645
NGC 6645 ist ein offener Sternhaufen vom Trumpler-Typ III1m im Sternbild Schütze am Nordsternhimmel. Er hat eine scheinbare Helligkeit von 8,5 mag und einen Winkeldurchmesser von 15'. Der Haufen ist rund 4.000 Lichtjahre vom Sonnensystem entfernt. Sein Alter beträgt 510 Millionen Jahre.
Entdeckt wurde das Objekt am 27. Juni 1786 von William Herschel.